# Julien Bigot
Pour les articles homonymes, voir Bigot.
Julien Bigot, né le 18 janvier 1831 à Couptrain (Mayenne) et décédé le 15 janvier 1914 à Angers (Maine-et-Loire), avocat et homme politique français

## Biographie

### Origine
Il est le fils d'un juge de paix. Il effectue ses études classiques au Lycée de Laval et son droit à Paris. Il est Docteur en droit en 1854. Il est secrétaire de la conférence des avocats en 1855.

### Magistrat
Il débuta dans la magistrature comme substitut à Mayenne, (1856), à Laval, (1858), à Angers, (1861) ; il est nommé substitut du procureur général, en 1863; avocat général, en juillet 1868 ; il donne sa démission, avec la plupart de ses collègues du parquet, le 7 septembre 1870, par suite de la révocation du procureur général d'Angers, et du choix fait pour le remplacer décidé par Adolphe Crémieux, ministre de la justice de l'installation du procureur général nommé par le Gouvernement de la Défense nationale. 
Il se fait alors inscrire au barreau d'Angers, où il fait partie du Barreau. Il plaide notamment contre le préfet du Maine-et-Loire nommé par Léon Gambetta : Maurice Engelhardt.

### Homme politique
Après sa démission, en 1870, Juien Bigot est élu député de la Mayenne à l'Assemblée nationale de 1871 à 1876, à la suite des élections législatives de 1871, siégeant au centre droit ; il y fait partie de plusieurs commissions importantes, notamment de la Commission des Grâces, qui eut à statuer sur les recours des condamnés de la Commune de Paris, ainsi qu'à la commission de réorganisation de la magistrature. 
Non réélu aux Élections législatives de 1876 contre Vital Bruneau, candidat républicain, il rentre au barreau et, après le 16 mai, est rappelé dans la magistrature, comme Président de Chambre à la Cour d'Angers, par Albert de Broglie, alors ministre de la justice le 7 juin 1877. Mis, prématurément en 1884, à la retraite à la suite des lois Martin-Feuillée sur la magistrature, le 7 août 1883, il reprend sa place au barreau d'Angers. Il est retraité comme président de chambre le 21 mars 1884.
Il est une deuxième fois élu député aux Élections législatives de 1885, dans le département de la Mayenne le 4 octobre 1885. Il retrouve son siège de député de la Mayenne de 1885 à 1893, siégeant à droite.
Aux Élections législatives de 1889, il demande le renouvellement de son mandat. Il est élu au premier tour de scrutin, contre Amédée Renault-Morlière, qui lui succède en 1893. 
Il est membre, à la Chambre, de plusieurs commissions permanentes dont la Commission des douanes qui élaborait le nouveau tarif ; il est même l'un de ses rapporteurs. Il fait également partie d'autres commissions spéciales, notamment de la Commission chargée de l'examen du projet de loi sur la liberté d'association et de la Commission d'enquête sur l'affaire de Panama.
Il ne se présente pas aux élections législatives de 1893, et meurt à Angers où il s'était retiré.

## Œuvres littéraires
On a d'Armand Bigot, deux discours prononcés à la rentrée de la Cour d'Angers :
- l'un est consacré à l' « Eloge de Prévot de la Chauvellière »
- l'autre a pour titre « Essai sur l'histoire du droit à Angers ».